# Bryoerythrophyllum brachystegium
Bryoerythrophyllum brachystegium là một loài Rêu trong họ Pottiaceae. Loài này được (Besch.) K. Saito mô tả khoa học đầu tiên năm 1972.